# Currais
Currais är en kommun i Brasilien.   Den ligger i delstaten Piauí, i den östra delen av landet, 900 km norr om huvudstaden Brasília. Antalet invånare är 4 704.
Omgivningarna runt Currais är huvudsakligen savann. Trakten runt Currais är nära nog obefolkad, med mindre än två invånare per kvadratkilometer.